# Eugenie Besserer

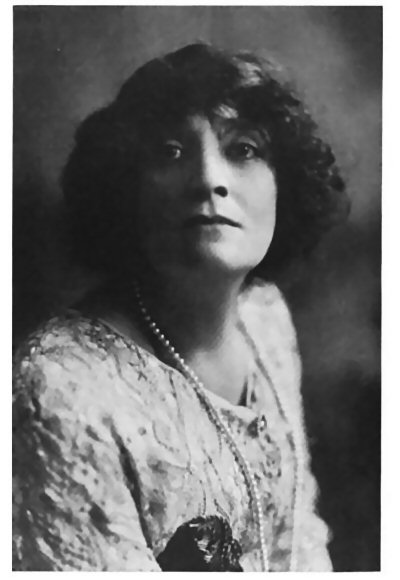
Eugenie Besserer (1914)

Eugenie Besserer (* 25. Dezember 1868 in Watertown, New York; † 28. Mai 1934 in Los Angeles, Kalifornien) war eine US-amerikanische Schauspielerin in Film und Theater. 
Eugenie Besserer war ab ihrer Jugendzeit als Theaterschauspielerin aktiv. 1910 kam sie nach Hollywood und wurde dort als Stummfilm-Darstellerin zahlreicher Werke, meist Kurzfilme, tätig. Sie spielte in vielen Produktionen des Regisseurs David Wark Griffith und wurde vor allem im Rollenfach der liebenden, manchmal aufopferungsvollen Mutter besetzt. Mit dem Film Der Jazzsänger, in dem sie die Mutter des Hauptdarstellers Al Jolson verkörperte, folgte 1927 dann der Wechsel zum Tonfilm. Insgesamt wirkte sie bei mehr als 200 Filmproduktionen mit. Zuletzt stand sie 1933 für den Western To the Lost Man von Henry Hathaway in der Nebenrolle einer Großmutter vor der Kamera. Eugenie Besserer starb mit 65 Jahren an einem Herzinfarkt in Los Angeles.

## Filmografie (Auswahl)
- 1910: The Wonderful Wizard of Oz (Kurzfilm)
- 1913: Greather Wealth (Kurzfilm)
- 1913: A Flag of Two Wars (Kurzfilm)
- 1915: The Circular Staircase
- 1918: Little Orphant Annie
- 1919: Ravished Armenia
- 1922: Der Klub der Unterirdischen (Penrod)
- 1923: Anna Christie
- 1925: The Circle
- 1925: Ein König im Exil (Confessions of a Queen)
- 1926: Es war (Flesh and the Devil)
- 1926: Alarm (The Fire Brigade)
- 1926: Kiki
- 1927: Das Galeerenschiff (When a Man Loves)
- 1927: Der Jazzsänger (The Jazz Singer)
- 1928: Fanfaren der Liebe (Drums of Love)
- 1928: Die Verschwörer (Two Lovers)
- 1928: Zeit des Flieders (Lilac Time)
- 1929: Madame X
- 1929: Sie nannten ihn Thunderbolt (Thunderbolt)
- 1929: Die Brücke von San Luis Rey (The Bridge of San Luis Rey)
- 1932: Scarface
- 1933: To the Last Man